# Székely Márton
Székely Márton (Budapest, 1990. január 2. –) magyar válogatott kézilabdázó, kapus, a Tatabánya játékosa.

## Pályafutása

### Klubcsapatokban
Székely Márton a Pestszentlőrinc-Elektromos csapatában kezdte pályafutását. Tizenhárom éven át volt a csapat tagja, 2013 nyarán igazolt a Balatonfüredhez, ahol kettő plusz egy évre írt alá. 2015 nyarán a Csurgói KK játékosa lett. Egy szezont töltött csak a csapatnál, ezt követően a Grundfos Tatabányában folytatta pályafutását. A bányászváros csapatánál vált stabil válogatott kapussá és a magyar élvonal egyik legjobb kapusává. 2018 decemberében hivatalossá vált, hogy Székely a következő szezontól a távozó Mikler Roland helyére a Telekom Veszprém csapatába igazol.
2021 márciusában a az idény végéig kölcsönben a Porto játékosa lett, a néhány nappal korában szívrohamban elhunyt Alfredo Quintana pótlására. Májusban portugál bajnokságot nyert. A 2021–2022-es szezont megelőzően az északmacedón Eurofarm Peliszter csapatához igazolt. Egy idényt töltött az Európa-liga csoportkörébe is bejutón csapatban, majd visszatért a Tatabányához.

### A válogatottban
A magyar válogatottban 2013-ban mutatkozott be. Ugyan ezt követően Mocsai Lajos is számított a játékára, de a keret stabil tagjává Ljubomir Vranjes, majd azt követően Csoknyai István kapitánykodása alatt vált. Pályafutása egyik legemlékezetesebb teljesítményét 2018 júniusában, a szlovénok ellen idegenbeli, majd hazai pályán 29–24-re megnyert világbajnoki selejtezőn nyújtotta.
Tagja volt a 2021-es világbajnokságon 5. helyezett csapatnak.